# Experimentos Extraordinários
Experimentos Extraordinários é a primeira série de televisão produzida e exibida pelo Cartoon Network Brasil entre 1 de novembro de 2014 e 16 de maio de 2015 em duas temporadas. Foi inspirada no canal do YouTube Manual do Mundo, que ensina a fazer experiências caseiras.

## Enredo
Iberê Thenório é contratado para dirigir um novo programa experimentos científicos, o Experimentos Extraordinários, porém enquanto ele imaginava com uma equipe profissional dos sonhos para produzir o conteúdo, a presidente da emissora, Úrsula (Bia Borin), lhe entrega apenas quatro estagiários adolescentes sem nenhuma experiência. Camila (Daphne Bozaski) é cheia de TOCs e só sabe reclamar; Guido (Rafael Imbroisi) é um nerd com muitas dúvidas existenciais; Laura (Luiza Porto) não tem a menor vocação para trabalho; já Frederico (Mateus Pigari) adora o trabalho, mas é um pouco atrapalhado.
Para completar a confusão ainda há Valentino Britz (Rodrigo Audi), um ator decadente contratado para apresentar o programa, e Aline (Isabella Scherer), por quem Guido é apaixonado. A cada episódio a equipe trabalha em pelo menos três experimentos, que são mostrados verdadeiros para o público poder realizar na vida real.

## Produção
A série teve 26 episódios de 30 minutos cada, sendo gravada em São Paulo entre fevereiro e julho de 2014 e exibida entre 1 de novembro de 2014 e 16 de maio de 2015 em duas temporadas.

## Elenco
| Ator/Atriz       | Personagem      |
| ---------------- | --------------- |
| Iberê Thenório   | Iberê Thenório  |
| Daphne Bozaski   | Camila          |
| Rafael Imbroisi  | Guido           |
| Mateus Pigari    | Frederico       |
| Luiza Porto      | Laura           |
| Rodrigo Audi     | Valentino Britz |
| Bia Borin        | Úrsula Campos   |
| Isabella Scherer | Aline           |

## Lista de episódios
| # | Título                                  | Data de Estreia       |
| --- | --------------------------------------- | --------------------- |
| 1 | Equipe Extraordinária                   | 1 de novembro de 2014 |
| Iberê Thenório acaba de ser contratado para ser o produtor, diretor geral, diretor de arte e consultor técnico do Experimentos Extraordinários, um programa de TV sobre experimentos. Mas ele descobrirá que a tarefa não é fácil. Ainda mais quando o apresentador é Valentino Britz, um ator falido que se acha a última bolacha do pacote. Iberê planeja contar com uma equipe de profissionais supercapacitados para cumprir a missão. Mas não é bem assim. Úrsula, a dona da emissora e chefe linha-dura, já cuidou dessa questão e contratou quatro estagiários inexperientes e atrapalhados para formarem a equipe. |                                         |                       |
| 2 | Eficiência Máxima                       |                       |
| Quando a transmissão do programa atrasa cinco minutos, Úrsula fica possessa. E ameaça: é bom isso nunca mais acontecer, senão… As consequências serão terríveis. Camila, a produtora, toma para si a tarefa de aumentar a eficiência da equipe e colocar o programa no ar no horário certo, depois que Úrsula promete dar-lhe seu tablet caso isso ocorra. |                                         |                       |
| 3 | Sobre Pandas e Milkshakes               |                       |
| Camila, Frederico e Laura descobrem que Guido está apaixonado por Aline, uma amiga da escola. Guido morre de vergonha, mas acaba admitindo: está mesmo a fim dela. Só que Guido é travado, neurótico e nervoso. E não tem coragem de tomar uma atitude. |                                         |                       |
| 4 | Uma Mente Complexa                      |                       |
| Úrsula vai viajar por uma semana. E ela não tem onde deixar Pierre Augusto III, seu querido jabuti de estimação. Muito a contragosto, ela acaba deixando Pierre Augusto aos cuidados de Iberê. Assim que Úrsula sai, Laura pede para ela cuidar de Pierre Augusto, e Iberê deixa. Só que ela acaba deixando o jabuti escapar. |                                         |                       |
| 5 | Descansar Cansa                         |                       |
| Frederico chega para trabalhar — e não consegue. Ele não pode montar as luzes nem o cenário do Experimentos, porque a equipe do telejornal ainda vai usar o estúdio. E as madeiras que vão ser usadas na construção de um dos experimentos ainda não chegaram. |                                         |                       |
| 6 | Infeliz Aniversário                     |                       |
| Por acaso, Camila descobre que o aniversário de Iberê é no dia seguinte. Todos ficam animados, e decidem fazer uma festa surpresa para ele. Mas, quando Iberê descobre os planos de sua equipe, ele surta: não quer saber de festa nenhuma. Iberê tem um trauma de festas, mas não se lembra por que. |                                         |                       |
| 7 | Investigação Extraordinária             |                       |
| Depois de um misterioso apagão no estúdio, o novo quadro de Valentino — um retrato seu, pintado por sua mãe, Dorotéia Britz — desaparece. Valentino fica transtornado. E diz que, enquanto seu quadro não aparecer, ele não vai fazer programa nenhum. |                                         |                       |
| 8 | Bagunça Criativa                        |                       |
| A mesa de Laura é uma baderna. Depois de tomar uma bronca de Camila, ela decide organizar o seu espaço de trabalho. Laura arruma todas as suas coisas e, feliz com o resultado, se prepara para escrever o roteiro do próximo programa. Só que agora ela está escrevendo tudo o que é tipo de texto, menos o roteiro para o programa. Ela então tenta deixar sua mesa exatamente do jeito que estava antes para que sua inspiração volte. |                                         |                       |
| 9 | O Presente Perfeito                     |                       |
| Guido e Aline vão completar três meses de namoro. Preparando-se para a data, Guido faz um singelo coração de chocolate para presentear a namorada. Mas sua tranquilidade acaba quando Aline diz que tem um presente incrível para dar para Guido. Em vez do coração de chocolate, Guido tenta achar um presente mais incrível para dar para Aline. |                                         |                       |
| 10 | Quem Mexeu no meu Churro?               |                       |
| Valentino leva seu sobrinho, Pedro Paulo, para trabalhar na equipe do Experimentos Extraordinários. Pedro Paulo é um cara legal, engraçado, cheio de histórias divertidas. Nem parece sobrinho do Valentino. E logo conquista a simpatia de todos, menos de Frederico, que acha que ele está sabotando o seu trabalho na tentativa de tomar o seu lugar. |                                         |                       |
| 11 | Valentino Extraordinário                |                       |
| Valentino decide se envolver mais na produção do programa. Não quer mais só apresentar: quer participar de todas as etapas. Da produção, do roteiro, de tudo! Os ajudantes têm certeza de que isso é uma péssima ideia, mas Iberê resolve dar uma chance para ele. |                                         |                       |
| 12 | Cuide, Cuide, Cuide da sua Plantinha    |                       |
| Todo mês, Laura colabora com uma instituição muito nobre e importante: a Casa de Apoio às Plantas Deprimidas. E, todo mês, a instituição manda lindos e-mails de agradecimento. Só que, desta vez, o e-mail é diferente. A Casa de Apoio às Plantas Deprimidas vai fechar as portas, e Laura tenta achar uma maneira de impedir isso. |                                         |                       |
| 13 | Calma, Camila                           |                       |
| Camila está impaciente, nervosa e irritada. Mais ainda do que o normal. A equipe do programa não está mais aguentando sua loucura. Camila precisa dar um jeito de relaxar. Mas “relaxar” nunca foi um dos seus pontos fortes. E, por mais que tente, Camila não consegue se distrair e deixar um pouco o programa de lado. |                                         |                       |
| 14 | Admirando Frederico                     |                       |
| Frederico está recebendo bilhetes de uma admiradora secreta na escola. E ele não faz ideia de quem possa ser. Tudo muda quando Guido encontra um dos bilhetes no estúdio do programa: isso significa que a admiradora de Frederico só pode ser a Laura ou a Camila. |                                         |                       |
| 15 | Asteroides Solitários                   |                       |
| Guido está vidrado num jogo de computador, o Asteroides Solitários. Ele é o primeiro lugar no ranking de todos os jogadores, e nunca esteve tão orgulhoso de si mesmo: finalmente descobriu sua vocação no mundo. Mas sua alegria acaba quando uma jogadora o ultrapassa no ranking. Ele agora vai tentar, a todo custo, recuperar seu posto. |                                         |                       |
| 16 | Lar, Extraordinário Lar                 |                       |
| Iberê é despejado do seu apartamento. Pior ainda, ele só tem uma semana para encontrar outro lugar para morar. Iberê não faz ideia do que fazer, até que Laura sugere: por que ele não fica morando ali mesmo, na emissora? Iberê gosta da ideia, e decide passar o fim de semana lá. Mas, na segunda-feira, Camila, Laura, Guido e Frederico descobrem que isso não foi uma boa ideia. |                                         |                       |
| 17 | Frangoiaba                              |                       |
| Laura está desesperada: Vinícius, um amigo seu da infância, está passando uns dias em sua casa. E Vinícius é completamente apaixonado por Laura. O problema é que Laura não quer namorar Vinícius — mas também não tem coragem de machucar o coraçãozinho dele. |                                         |                       |
| 18 | A Coxinha de Papadopoulos               |                       |
| Todos os dias, no mesmo horário, Frederico come a coxinha do refeitório. É a melhor coxinha do mundo. A coxinha dos deuses. Mas, um dia, acontece uma tragédia: o sabor da coxinha muda! Frederico descobre que o senhor Papadopoulos, o antigo cozinheiro, foi embora e virou monge. Agora, ele vai tentar descobrir a receita da coxinha dos deuses. |                                         |                       |
| 19 | A Dança Maluca do Garoto-Cueca          |                       |
| Frederico está encantado com um dos experimentos do último programa: o experimento do fluido não-newtoniano. É uma gosma que, quando colocada sobre um alto-falante, vira um monstrinho que se mexe, parecendo dançar. Frederico gosta tanto do monstrinho que resolve dançar sozinho no estúdio. No dia seguinte, Guido descobre que deixou a câmera ligada a noite inteira e, ao ver as filmagens, se depara com Frederico dançando. Ele então resolve postar o vídeo na Internet. |                                         |                       |
| 20 | Assistente Extraordinária               |                       |
| Úrsula anda sobrecarregada de trabalho e decide que precisa de um assistente. Para assumir o posto, ela escolhe a pessoa mais agilizada, organizada e competente da emissora: Camila. Só que ser assistente da Úrsula e produtora do Experimentos Extraordinários ao mesmo tempo não lhe parece ser uma boa ideia. |                                         |                       |
| 21 | Autômato Ruminante                      |                       |
| Iberê se inscreve num concurso de inventores. Mas se surpreende ao descobrir que Agripino, seu arqui-inimigo da infância, também vai participar. Iberê está transtornado: da última vez que os dois se enfrentaram num concurso, Agripino ganhou — só que trapaceando. Agora, Iberê vai construir um autômato para tentar vencer o concurso. |                                         |                       |
| 22 | Os Últimos Dias de Camila sobre a Terra |                       |
| Úrsula exigiu que todos os funcionários da emissora fizessem um exame médico, e os resultados ficaram prontos. Laura está preocupada, pois Camila parece abatida e espirra sem parar. Sem conseguir conter sua curiosidade, Laura espia o resultado do exame de Camila, descobre que ela tem onicocriptose e acha que isso é uma doença grave que Camila tem poucos dias de vida. |                                         |                       |
| 23 | Uma Panqueca para o Conde Drácula       |                       |
| Frederico quer ser o Conde Drácula numa montagem da peça que vai ser encenada na escola. Só tem um pequeno problema: Frederico é um dos piores atores que a humanidade já viu. Mas isso não é suficiente para fazê-lo desistir. Frederico está decidido a fazer de tudo para pegar o papel. |                                         |                       |
| 24 | Meu Reino por uma Espada                |                       |
| Está para ser lançada uma espada de luz, edição de colecionador, que acende de verdade. Guido fica enlouquecido: ele precisa de uma espada daquelas. Só que ela custa uma fortuna — e Guido não tem nem um tostão furado. Mas não é isso que vai impedi-lo de ter essa espada. |                                         |                       |
| 25 | Pequena Petulante                       |                       |
| Camila não aguenta mais as exigências absurdas de Valentino. Pantufas de pelo de carneiro! Pipoca orgânica! Abacateiro bonsai! E elas estão ficando cada vez piores. Desse jeito não dá pra continuar. Diante da intransigência de Valentino, Camila resolve achar uma maneira de chantageá-lo para que ele pare com suas exigências. |                                         |                       |
| 26 | Apresentadores Extraordinários          |                       |
| Todos se surpreendem ao descobrir que só falta mais um programa para acabar esta temporada do Experimentos Extraordinários. E, justo agora, Valentino é chamado para fazer o papel do mocinho na novela. Ele aceita no ato, e abandona o Experimentos sem pensar duas vezes. Como Úrsula alegou que não vai contratar outra pessoa para apresentar apenas um programa, Camila, Laura, Guido e Frederico brigam para ver quem vai apresentar o programa. |                                         |                       |